# Pieris dulcinea
Pieris dulcinea är en fjärilsart som först beskrevs av Butler 1882.  Pieris dulcinea ingår i släktet Pieris och familjen vitfjärilar. Inga underarter finns listade i Catalogue of Life.